# Strobilops
Strobilops is een geslacht van weekdieren uit de klasse van de Gastropoda (slakken).

## Soort
- Strobilops labyrinthicus (Say, 1817)